# Planodes eximius
Planodes eximius là một loài bọ cánh cứng trong họ Cerambycidae.